# Festival Internacional de Cinema de Dubai
O Festival Internacional de Cinema de Dubai (DIFF) é o maior festival de cinema dos Emirados Árabes Unidos dedicado à indústria cinematográfica árabe e estrangeira. Todos os, em dezembro, a cidade de Dubai acolhe um festival de cinema de oito dias no qual se apresentam mais de cem filmes. No final do festival, no resort de Madinat Jumeirah, leva-se a cabo a cerimónia de entrega de prémios conhecida como os Prémios Muhr.

## História
O DIFF foi fundado por decreto executivo em 2004 pela Dubai Creative Clusters Authority (uma agência governamental para o desenvolvimento económico), com o objectivo de dar reconhecimento internacional aos directores e actores árabes. É um evento sem fins lucrativos administrado sob o patrocínio do xeque Mohamed bin Rashid Al Maktum, vice-presidente dos Emirados Árabes Unidos e governador de Dubai. A organização e a apresentação estão a cargo da Dubai Entertainment & Media Organization.
Em 2007 inaugurou-se o Dubai Filme Market, uma ampla plataforma mercantil visitada por milhares de produtores, compradores, financeiros e agentes de vendas, que se ocupa do financiamento de projectos de filmes árabes, seguindo na fase de produção, pós-produção e distribuição. O propósito do evento é implementar a visibilidade dos filmes árabes nos mercados internacionais.

## Secções

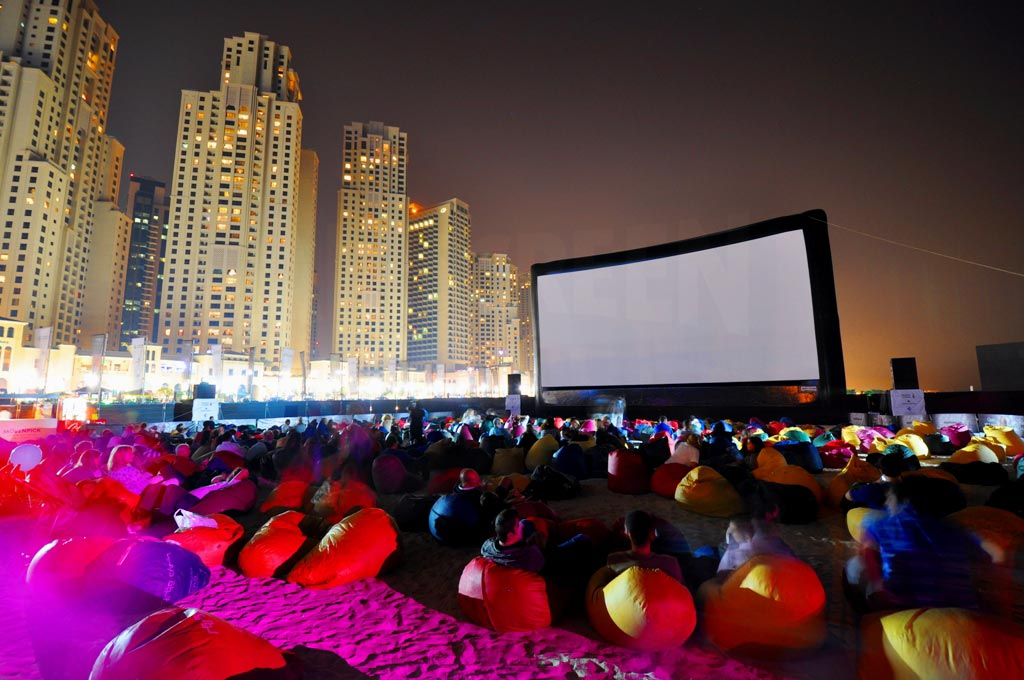
Ecrã gigante exibido no Festival de Cinema de Dubai, em 2010.

A oferta temática do festival divide-se em sete secções:
- Cinema mundial contemporâneo: cinema independente contemporâneo de todo mundo.
- Arabian Nights: produção de cinema árabe contemporâneo.
- Operação Ponte Cultural: produções que têm como objectivo fomentar o diálogo entre Oriente e Ocidente.
- Bollywood Meets Hollywood: filmes clássicos e contemporâneos produzidos na Índia.
- Cinema do subcontinente: novos autores emergentes de Paquistão, Índia, Sri Lanka e Bangladesh.
- Destino documentário: O cavalo, o falcão e o deserto - cinema documentário com temáticas do meio-ambiente.
- Hi-Tech Hollywood: filmes contemporâneos feitos com tecnologia de ponta.

## Prémios Muhr
Desde o ano de 2006 o DIFF tem outorgado os prémios Muhr de forma anual durante a última noite do festival. A secção competitiva é exclusiva para filmes árabes. A estatueta do Prémio Muhr representa um cavalo, um símbolo árabe de nobreza e excelência. Os vencedores também recebem um prémio em numerário de até 200 000 dírhams, outorgados ao director do melhor filme (o equivalente a uns 45 000 euros).
Além dos prémios principais (outorgados aos melhores filmes, curtas-metragens, directores, actores e actrizes), outorgam-se numerosos prémios especiais, incluído o prémio Filmmaker, que outorga aproximadamente 75 000 euros, o Variety International Star of the Year, que premeia a estrela internacional do ano, os prémios dos críticos de cinema internacionais e o prémio do público.

## Vencedores

### Melhor filme
- 2006: Barakat!, de Djamila Sahraoui (Argélia)
- 2007: Under the Bombs, de Philippe Aractingi (Líbano)[7]
- 2008: Masquerades, de Lyès Salem (Argélia)
- 2009: Zindeeq, de Michel Khleifi (Palestina)
- 2010: Stray Bullet, de Georges Hachem (Líbano)
- 2011: Habibi Rasak Kharban, de Susan Youssef (Palestina)
- 2012: Wadjda, de Gerhard Meixner (Arabia Saudita)
- 2013: Omar, de Hany Abu-Assad (Palestina)
- 2014: Ana Nojoom bent alasherah wamotalagah, de Khadija Al-Salami (Yemen)
- 2015: À pente j'ouvre lhes yeux, de Leyla Bouzid (Tunísia)
- 2016: Reseba, de Hussein Hassan Ali (Kurdistán)
- 2017: Wajib, de Annemarie Jacir (Palestina)[8]